# Família Béjart
La família Béjart fou una família francesa il·lustre d'actors. Els Béjart gravitaven al voltant de Molière, i alguns d'ells van tenir un paper important en la seva vida. És sobretot per aquest motiu que encara es coneixen avui dia com una família del segle XVII dedicada a la interpretació i dramatúrgia. La família era composta principalment per quatre germans, Madeleine (1618-1672), Joseph (1617-1659), Louis (1630-1678) i Geneviève (1622-1675). Més tard, al 1645, Madeleine va tenir una filla, Armande Béjart.
Madeleine Béjart va dirigir la companyia Théâtre du Marais, amb la col·laboració dels seus dos germans i la seva germana. Pocs anys després, juntament amb Molière, va fundar l'Illustre Théâtre.

## Components de la família
Els components reconeguts de la família Béjart foren principalment els quatre germans Béjart i la filla de Madeleine, que es va casar amb Molière l'any 1662, fent que Molière formés part dels Béjart. Madeleine va dirigir el Théâtre du Marais a finals del 1630, amb el suport dels seus tres germans, Joseph, Louis i Geneviève Béjart.

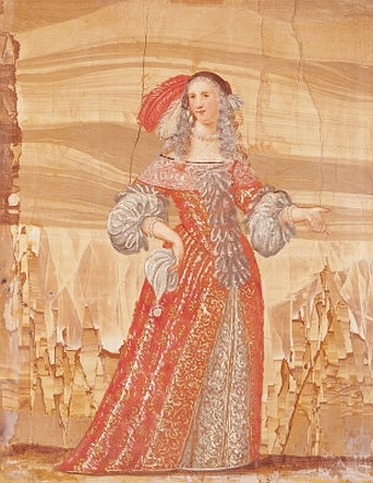
Madeleine Béjart

### Madeleine Béjart
Madeleine Béjart fou una actriu i directora teatral nascuda a París el 8 de gener de 1618, va morir el 17 de febrer de 1672. Era íntima amiga del dramaturg françes, Molière. Als vint anys, Madeleine va tenir un fill amb el protector de la família, el duc Modène. Més tard, l'any 1645 va tenir una segona filla qui sí que va seguir els camins de la seva mare dedicant-se al teatre.
Va dedicar la seva vida a la interpretació i la direcció. Amb l'ajut dels seus germans, a finals de la dècada del 1630, va aconseguir dirigir el Théâtre du Marais, i, més tard, el 1643, juntament amb Molière va fundar l'Illustre Théâtre, on durant un temps, va ser directora. El teatre va durar dos anys, el 1645 va caure, i la família va haver de marxar al sud de França per poder sobreviure. Allà, tots van representar les obres escrites per Molière on van poder. L'any 1658 tota la família va tornar a París. Madeleine va continuar la seva experiència sent l'actriu principal del seu amant.

### Joseph Béjart
Joseph Béjart fou un actor nascut a París entre el 1616 i el 1617, i mort entre el 21 i el 25 de maig de 1659 (es desconeixen amb exactitud les dues dates).
Com la resta dels seus tres germans petits, Joseph va dedicar la seva vida a la interpretació teatral.
Joseph Béjart mai va tenir una companyia pròpia com la seva germana Madeleine, però sempre va col·laborar en les obres de Madeleine i Molière. Tot i això, Joseph va ser una de les deu persones qui va firmar per l’Illustre Théâtre.

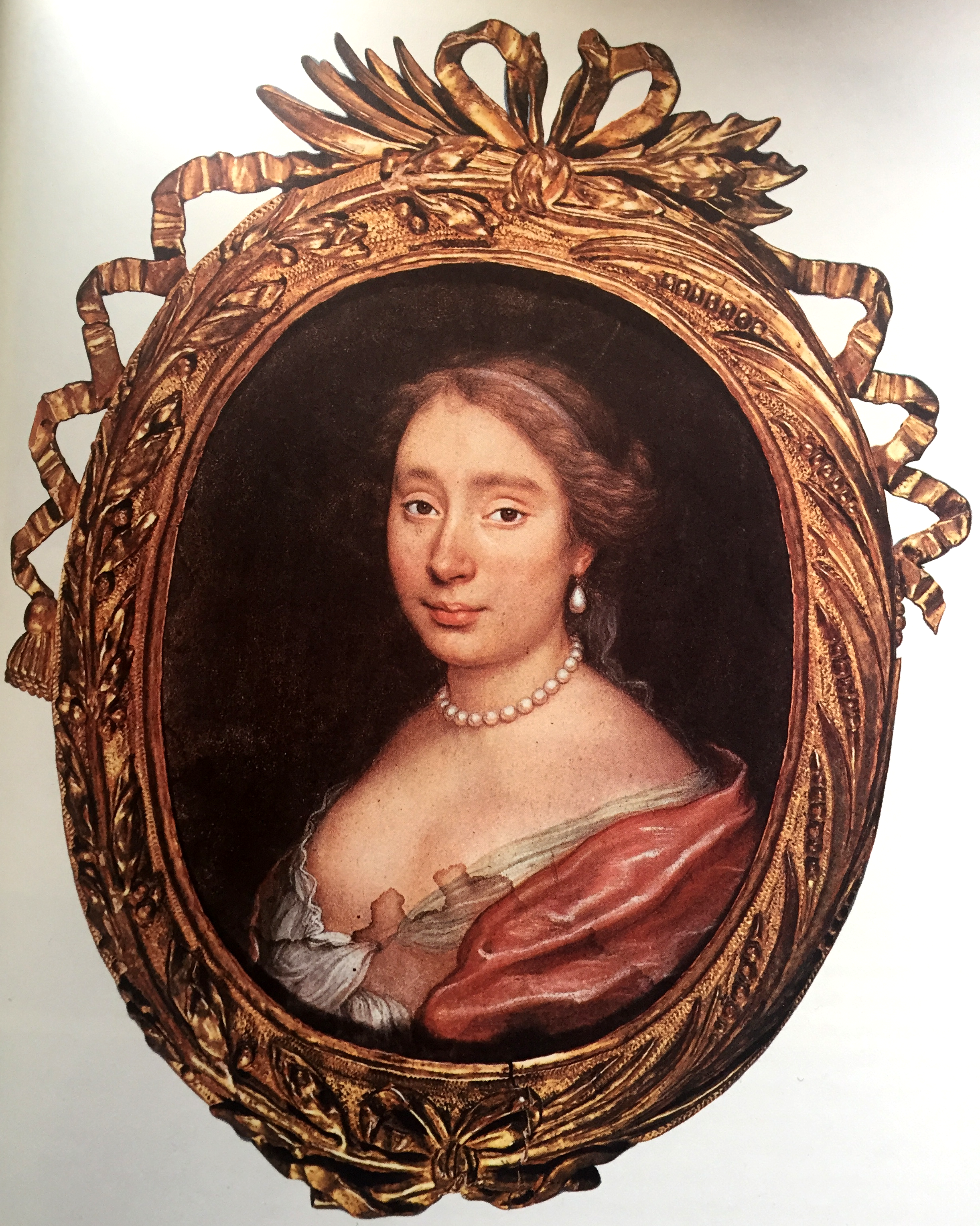
Armande Béjart

### Armande Béjart
Armande Béjart va néixer l’any 1645 i va morir el 30 de novembre del 1700. Armande Béjart, fou també coneguda com a Mademoiselle Molière, ja que es va casar amb el dramaturg Jean-Baptiste Poquelin, conegut com a Molière. Era filla de Madeleine Béjart, qui va treballar amb Molière representant obres teatrals al sud de França i, també amb Molière va fundar l’Illustre Théâtre a París.
El seu primer paper important va ser en una obra de Molière, interpretant el paper com a Élise a Critique de l'école des femmes. Més tard, el 1664, va tenir un fill amb el seu espòs, Molière.
Després de la mort de Molière (1673), Madeleine es va casar per segon cop amb Eustache François Guérin el 31 de maig de 1677, amb qui va tenir el seu segon fill, nascut l’any 1678.
Quan Molière va morir Madeleine va continuar sent actriu i treballant per vàries companyies franceses, representant diverses obres teatrals, fins que al 14 d’octubre de 1694 es va retirar per acabar la seva carrera com a actriu.

## Descendents familiars
La família Béjart no va deixar descendents familiars que fossin reconeguts històricament, de manera que, tot i que alguns membres de la família van tenir fills, aquests no van mantenir la importància del cognom en el món del teatre i la interpretació ni en altres àmbits socialment reconeguts. Fent que, a poc a poc, el cognom anés perdent el pes que va tenir en el seu moment.

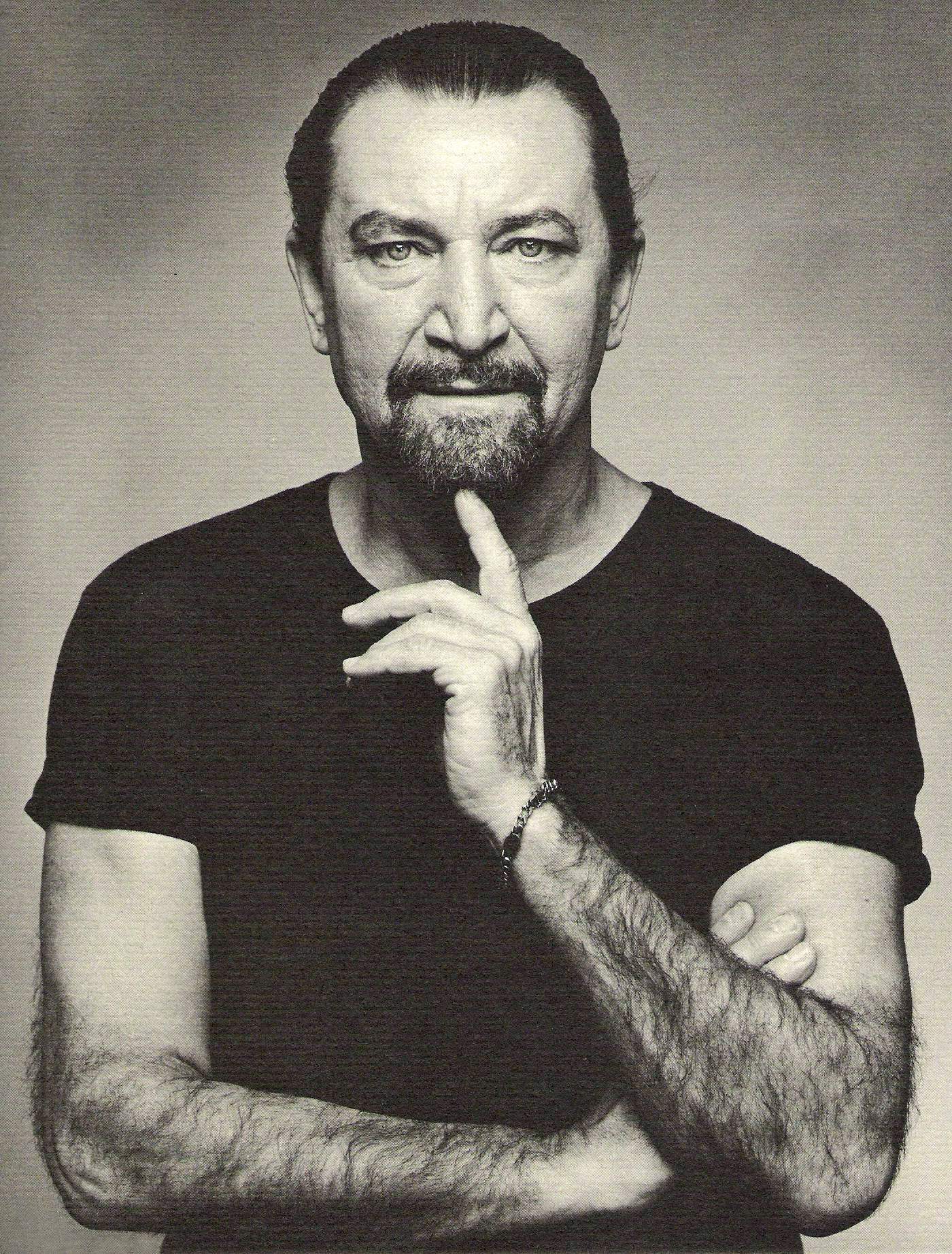
Maurice Béjart

### Maurice Béjart
Tot i això, en ple segle XX i principis del segle XXI, el famós ballarí i coreògraf francès Maurice-Jean Berger, es va posar com a nom artístic Maurice Béjart, en honor a la família d’actors del segle XVII.
Maurice Béjart, va néixer a Marsella (França) l’1 de gener de 1927, i va morir a Lausana (Suïssa) el 22 de novembre de 2007.
Béjart va ser considerat un gran renovador de la dansa del segle XX.
Durant la seva carrera va ballar en diversos llocs de França, com el Teatre Municipal de Vichy, els Ballets de París de Ronald Petit o l’International Ballet de Mona Inglesby, entre d'altres. També va dirigir altres Teatres de dansa i ball molt importants, especialment a França.
El seu estil es va caracteritzar principalment pel seu excelentisma i per convidar diferents tipus de música i gèneres.

## Illustre Théâtre
L'Illustre Théâtre va ser una companyia de teatre fundada per Molière i Madeleine Béjart, el 30 de juny de 1643, tot i que van ser deu persones que van firmar per la fundació, un d’ells Joseph Béjart, el germà gran de Madeleine. Dos anys més tard, l’any 1645, el teatre va caure, ja que van tancar a Molière a presó, tot i que va deixar un gran impacte en la història del teatre.
És més, avui en dia existeix un teatre a França anomenat Illustre Théâtre en honor al teatre de Molière i Madeleine.